# Ben Weasel
Ben Weasel (nascido Benjamin Foster) é um músico americano de punk rock. Mais conhecido como o vocalista do Screeching Weasel. Também atua como diretor e apresentador do programa de punk rock Weasel Radio, apresentado semanalmente na estação ESPN 1070.

## Discografia

### Com Screeching Weasel
- Screeching Weasel (1987)
- Boogadaboogadaboogada! (1988)
- My Brain Hurts (1991)
- Ramones (1992)
- Wiggle (1993)
- Anthem for a New Tomorrow (1993)
- How to Make Enemies and Irritate People (1994)
- Bark Like a Dog (1996)
- Television City Dream (1998)
- Emo (1999)
- Teen Punks In Heat (2000)
- First World Manifesto (2011)
- Carnival of Schadenfreude (2011) [1]

### Com Riverdales
- Riverdales (1995)
- Storm the Streets (1997)
- Phase 3 (2003)
- Invasion U.S.A (2009)
- Tarantula (2010) [2]

### Solo
- Fidatevi (2002)
- These Ones Are Bitter (2007)
- The Brain That Wouldn't Die (2009) [3]